# Сухов, Александр Афанасьевич
Александр Афанасьевич Сухов (2 июля 1881 — 25 ноября 1944) — советский учёный, востоковед, географ, профессор, профессиональный революционер-меньшевик.

## Биография
Родился 2 июля 1881 года в Санкт-Петербурге в семье медиков. В 1900 году окончил гимназию с золотой медалью.
В 1902 году поступил в Санкт-Петербургский технологический институт, однако после трёх лет обучения был исключён за участие в революционном движении. Стал профессиональным революционером-меньшевиком. В 1908 году переехал в Одессу, где вскоре был арестован и сослан на три года в северный город Онегу за «антигосударственную» деятельность. После ссылки в течение 1911—1914 годов обучался на естественном факультете Йенского университета (Германия) и продолжал активную революционную деятельность.
После Февральской революции 1917 стал одним из известных деятелей фракции меньшевиков, ездил по городам, где проводил агитацию на собраниях и митингах. В апреле 1917 года от Новочеркасского комитета меньшевиков был делегатом на седьмой Всероссийской конференции РСДРП(б) в Петрограде, а в период с 16 июня по 7 июля 1917 — делегатом первого Всероссийского съезда Советов рабочих, солдатских и крестьянских депутатов, на котором из фракции социал-демократов меньшевиков был избран членом ВЦИК.
В августе 1917 года вернулся на постоянное проживание в Одессу, где его застали события Октябрьской революции. В течение трёх лет входил в комитет местной организации меньшевиков, а в 1919 году был избран гласным Одесской городской думы.
В 1921 году вышел из партии меньшевиков и начал активно заниматься научной и организационно-преподавательской работой.
В 1921 году участвовал в налаживании учебного процесса в Одесском институте народного хозяйства, в котором вёл плодотворную педагогическую работу: создал первую в Украине кафедру экономической географии и возглавлял её до времени реорганизации института в 1930 году.
В 1921 году Народный комиссариат просвещения РСФСР присвоил А. А. Сухову учёное звание профессора.
В 1930 году, в связи с реорганизацией Одесского института народного хозяйства в финансовый институт, перешёл в Новосибирский институт народного хозяйства, где заведовал кафедрой экономической географии.
В 1934 году вернулся в Одессу, где одновременно занимал должности заведующего кафедрой физической географии Одесского государственного университета и заведующего кафедрой географии Одесского педагогического института.
В марте 1938 г. был арестован и приговорён к исправительным работам сроком на 5 лет. Находился в разных лагерях Сибири, последний из которых был в Мариинске Новосибирской области. Отбыв весь срок наказания, он так и не был уволен вовремя, поскольку шла война. В 1944 году его уволили, но оставили работать вольнонаёмным в учебно-исследовательском комбинате Сиблага НКВД СССР ботаником по сбору лекарственных трав.
В августе 1944 года учёный оказался в госпитале, где скончался 25 ноября 1944 года от воспаления легких.
Реабилитирован в 1959 году.

## Научная деятельность
Пребывая в должности профессора института народного хозяйства, разработал и читал курсы экономической географии Украины, СССР, Англии, Германии, Франции, США и других стран.
Важнейшим в творческой деятельности учёного стало создание в 1921 году первого в Украине учебника «Экономическая география Украины», выдержавшего три издания на украинском и русском языках. В 1930 году по его авторству вышел в свет учебник «Экономическая география СССР и УССР».
В 1920-х годах проводил активные научные изыскания. В 1922 году был избран действительным членом первой в Одессе кафедры научного коммунизма, задача которой заключалась в организации семинаров, издании журналов, открытии общества в целях распространения марксистских знаний и подготовки аспирантов.
Во второй половине 1920 года заведовал социально-экономическим сектором Одесского отделения Научной ассоциации востоковедения, секцией Харьковской научно-исследовательской кафедры мирового хозяйства. За несколько лет существования секция имела семь аспирантов, специализировавшихся на изучении экономики и народного хозяйства Турции, стран Арабского Востока и Персии. Результатом деятельности филиала стала книга «Дальневосточный великан» с дополнениями о древней и новой истории Китая и более десятка статей и рецензий в периодических изданиях Одессы и Харькова. В печатном органе ассоциации востоковедения — журнале «Восточный мир» опубликовал шесть статей и рецензий, а также выступил с докладами на обоих съездах востоковедов (1927, 1929). На заседаниях филиала выступил с докладами: «Современная Турция», «Англичане в Индии», «События в Кантоне и их значение в Китайском революционном движении», «Якутский эпос», «Торговля Китая и Индии со странами арабской культуры».
Являлся одним из редакторов Одесского отделения Государственного издательства Украины, где редактировал географическую и художественную литературу.

## Избранные работы
- Экономическая география Украины. — 2-е изд. — Одесса, 1923. — 200 с.
- Экономическая география Украины. — 3-е изд., перераб. и доп. — Одесса, 1924. — 220 с.
- Идеи революции и эволюции в естествознании. — 2-е изд. — Одесса, 1924. — 193 с.
- Иностранная интервенция в Одесской области. — Одесса, 1927. — 104 с.
- Дальневосточный великан: Дополнение о древнем и новом Китае. — К., 1928. — 117 с.
- Аграрно-климатическая неувязка внутреннего плато Турции. // Восточный мир. — 1929. — № 3/9. — С. 37—49.
- Экономическая география СССР и РСФСР. — Одесса, 1930. — 210 с.
- Торговля Китая со странами арабской культуры за средние века // Восточный мир. — 1930. —№ 10/11. — С. 183—220.